# Christus und die Ehebrecherin (Bruegel)
Christus und die Ehebrecherin ist ein Grisaillegemälde des niederländischen Malers Pieter Bruegel der Ältere aus dem Jahr 1565 im Courtauld Institute of Art. Es zeigt eine biblische Szene, in der Jesus demonstrativ Vergebung gegenüber einer Ehebrecherin übt.
Bruegel malte die Szene in Ölfarben auf eine Leinwand von 24,1 mal 34,4 Zentimetern Größe. Die Arbeit ist signiert und datiert auf das Jahr 1565, die Signatur befindet sich in der unteren linken Ecke des Bildes und lautet: „BRVEGEL.M.D.LXV“.

## Beschreibung
Das Gemälde zeigt die Pericope Adulterae, eine Passage des Johannesevangeliums (Joh 7,53  bis 8,11 ). Jesus streitet sich mit Schriftgelehrten und Pharisäern über die Bestrafung einer Frau, die kurz zuvor beim Ehebruch erwischt wurde. Die gängige Strafe für diese Tat war die Steinigung zu Tode. Jesus rettet das Leben der Verurteilten mit der Aufforderung: „Wer von euch ohne Sünde ist, werfe als Erster einen Stein auf sie.“ (Joh 8,7 ) Diese Szene ist ein häufig in Gemälden verarbeitetes Motiv (vgl. Rezeption von Jesus und die Ehebrecherin).
In der Darstellung Bruegels kniet Jesus vor den Schriftgelehrten und Pharisäern und schreibt mit seinem Finger die Aufforderung auf den Boden. Zu lesen ist bereits: „DIE SONDER SONDE IS DIE“ (flämisch: ‚Wer ohne Sünde ist, der‘). Aus Sicht des Betrachters leicht nach rechts versetzt hinter dem Knienden steht die Ehebrecherin, zwischen ihr und den Schriftgelehrten und Pharisäern liegen mehrere Steine auf dem Boden. Im Hintergrund steht eine große Gruppe von Zuschauern.

## Provenienz
Bruegel verkaufte das Werk nicht. Überwiegend wird angenommen, dass es nach seinem Tod seinem Sohn Jan zufiel. Im 17. Jahrhundert wurde es aus der Familie Brueghel – wahrscheinlich durch Jans Sohn Jan Brueghel der Jüngere – nach England verkauft. Am 1. Februar 1952 ersteigerte es Antoine Seilern und Aspang bei Christie’s von einem anonym gebliebenen Vorbesitzer. Mit dem Nachlass des Sammlers gelangte es in den Besitz des Londoner Courtauld Institute of Art. Von dort wurde es am 2. Februar 1982 gestohlen. Wegen seiner Bekanntheit und seines hohen Wertes war das Gemälde jedoch auf dem freien Markt nicht zu verkaufen und blieb zehn Jahre verschollen. Als versucht wurde, es erneut über Christie’s zu verkaufen, konnte es schließlich sichergestellt werden.

## Andere Versionen
Von dem Bild existieren Kopien von Paul Perret, der 1579 einen Kupferstich nach Bruegels Gemälde veröffentlichte, sowie von Bruegels Sohn Pieter der Jüngere, der um 1600 eine ähnlich große, aber deutlich buntere Version in Öl auf Leinwand schuf.

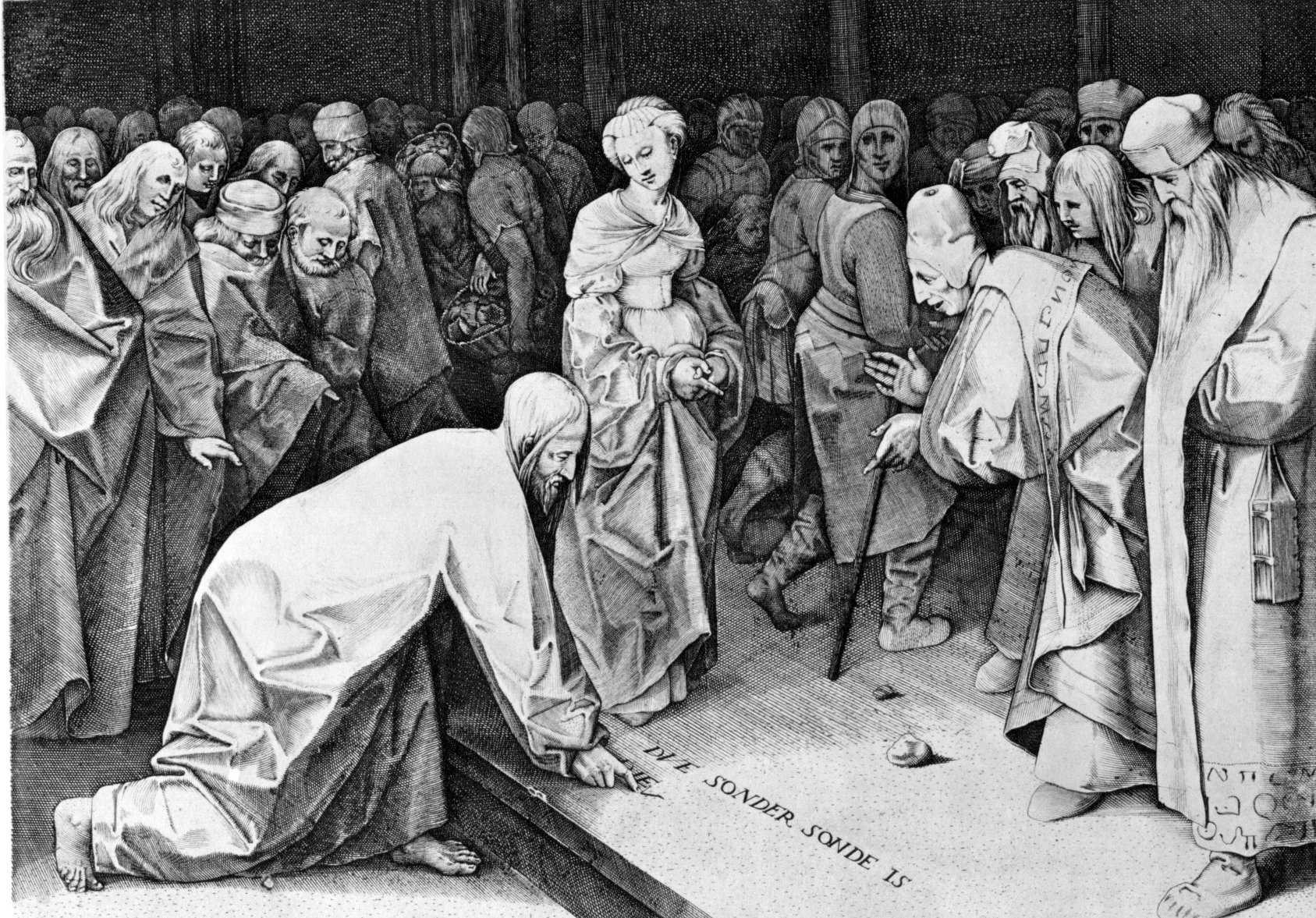
Kupferstich Paul Perrets (26,7 × 34,2 cm) in der Koninklijke Bibliotheek Albert I in Brüssel
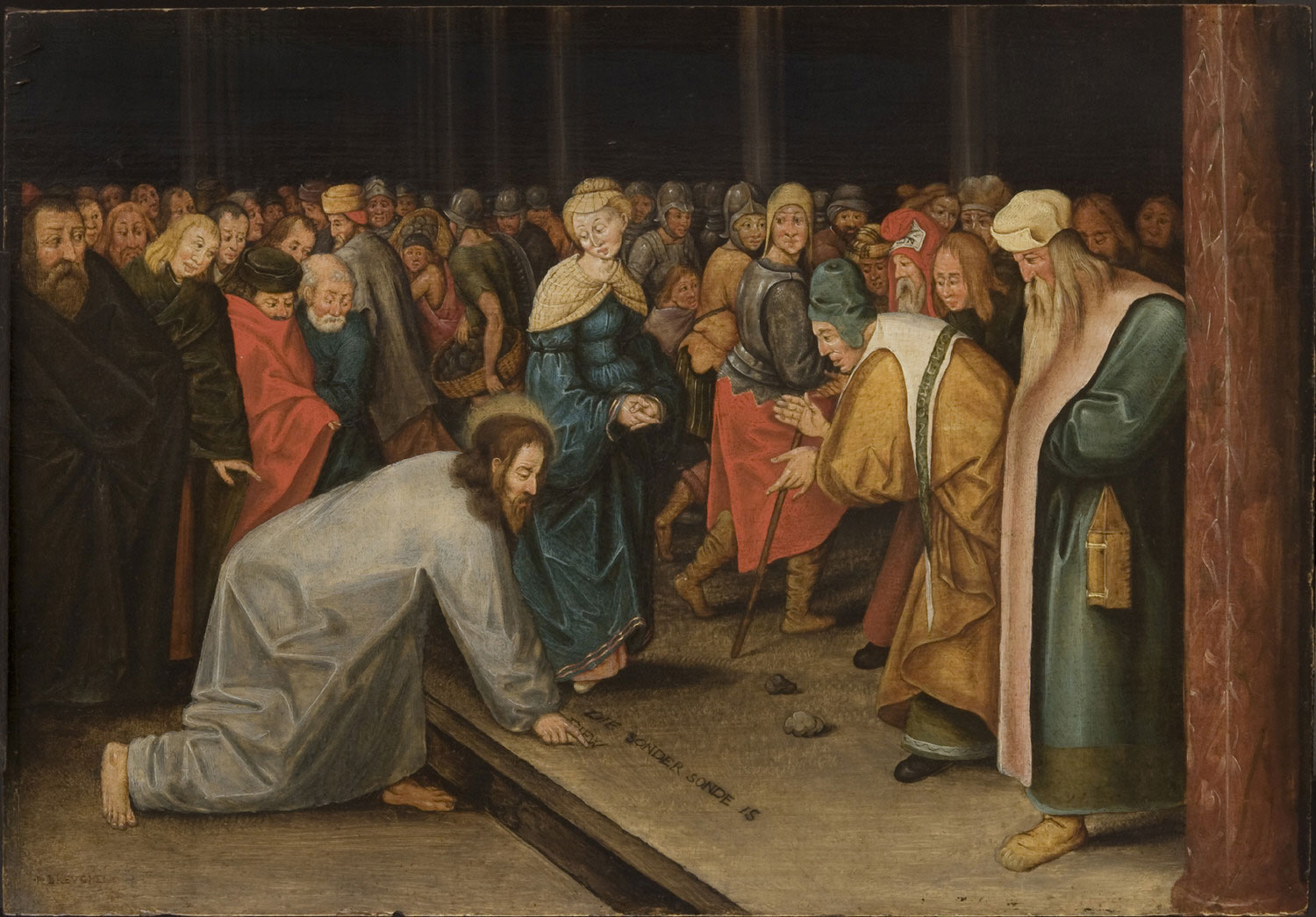
Kopie Pieter Bruegels des Jüngeren